# Mobivia Groupe
Mobivia est un groupe français spécialisé dans la réparation rapide automobile, l’entretien et l’équipement automobile.

## Historique
Éric Derville ouvre un premier centre Norauto en 1970. La marque-produit est ensuite développée, comme l'implantation du groupe à l'étranger. Une politique d'acquisitions et de prises de participation est menée dans les années 2000. Le nom du groupe devient Mobivia en 2010.
En décembre 2016, Mobivia acquiert A.T.U, entreprise allemande de maintenance automobile, faisant passer le chiffre d'affaires du groupe de 1,8 milliard d'euros à 2,8 milliards d'euros.

Ancien logo de Norauto.
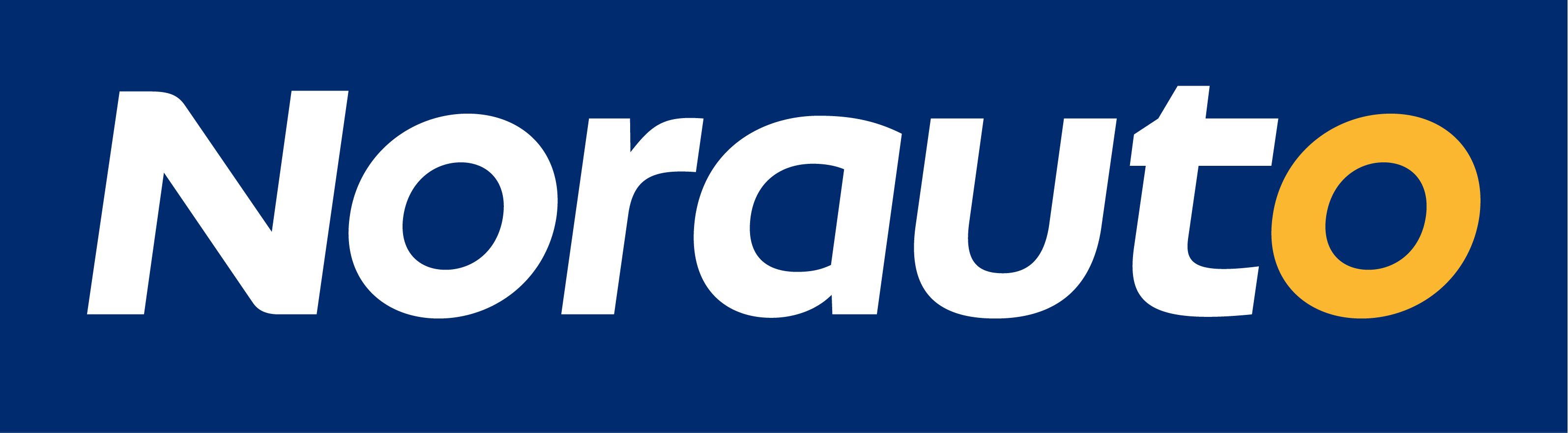
Logo actuel de Norauto.

## Enseignes
Les enseignes du groupe sont Norauto, A.T.U., Midas, Carter-Cash, Auto 5, Synchro Diffusion, Vroomly, Skruvat, Bythjul, Däckskiftarna, Fifteen et Via ID.

## Implantation
Le groupe est implanté dans 17 pays.

## Dirigeants
La gouvernance du groupe est exercée par un comité exécutif de 8 personnes, composé de directions Métiers et de directions Supports.
Romain Sartorius est le président-directeur général de Mobivia ; il est le petit-fils du fondateur Éric Derville.

## Données financières
Le groupe a réalisé 3,6 milliards d’euros de chiffre d'affaires en 2023.

## Actionnariat
Mobivia s'appuie sur un actionnariat familial issu de son fondateur Éric Derville (cousin par alliance de la famille Mulliez), ouvert aux collaborateurs du groupe.
La fortune professionnelle d'Éric Derville et de sa famille est estimée à 620 millions d'euros.

## Activité de lobbying

### Auprès des institutions de l'Union européenne
Mobivia est inscrit depuis 2015 au registre de transparence des représentants d'intérêts auprès de la Commission européenne, et déclare en 2017 pour cette activité des dépenses annuelles d'un montant compris entre 50 000 et 100 000 euros. Pour la période d'octobre 2021 à septembre 2022, Mobivia déclare entre 100 000€ et 199 999€.

### En France
Mobivia déclare à la Haute Autorité pour la transparence de la vie publique exercer des activités de lobbying en France pour un montant qui n'excède pas 200 000 euros sur le second semestre 2017.
Mobivia contribue au financement des clubs parlementaires « Club de l'économie collaborative », « Club des voitures écologiques » et « Club Produire en France » via le cabinet de lobbying Com' Publics.